# Білл Гекас
Білл Гекас (англ. Bill Gekas, 1973, Мельбурн, Австралія) — австралійський фотограф грецького походження. Здобув популярність у 2013 році за серії фотографій своєї доньки, статті про нього та його творчість були опубліковані в багатьох спеціалізованих виданнях — книгах і журналах з художньої фотографії, а також засобах масової інформації, як-от BBC, NBC, ABC News, «Дейлі мейл» та інших виданнях.

## Біографія
Білл Гекас народився в Мельбурні, Австралія, має грецьке та австралійське громадянство. У творчій сфері самоучка, опановував тонкощі мистецтва фотографії по роботах таких майстрів, як Ервін Олаф, Анджей Драган і Паоло Роверсі.
Гекас почав фотографувати у 1995 році на 35-мм плівковий однооб'єктивний дзеркальний фотоапарат. На початку свого творчого шляху він надавав перевагу чорно-білим знімкам і пробував свої сили в різних жанрах, ігноруючи при цьому портрети. У 2005 Білл змінив плівку на цифру. Своє захоплення фотографією він пояснює відсутністю таланту художника, який, за його словами, замінюють цифрова камера та сучасні методи обробки цифрових зображень. У 2010 році він почав знімання своєї доньки, використовуючи як основу для композиції фотографій знамениті твори мистецтва XVII—XVIII століть та кадри з кінострічок, для чого почав шукати відповідні інтер'єри та пейзажі, підбирати костюми. Вже до 2013 року його задум привернув увагу мистецтвознавців та отримав визнання любителів.

## Особливості творчості
Мистецтвознавці знаходять у його фотографіях наслідування картин Рембрандта та Караваджо, а також деяка схожість з роботами сучасних фотографів-портретистів Ірвінга Пенна, Сесіла Бітона та Юсуфа Карша (Гекас стверджує, що ніколи не намагався наслідувати будь-кого з сучасних фотографів і його стиль має унікальний характер). На його думку, він просто успішно поєднав внесок кожного з них у своїй творчості. Він говорить: «Тема мого мистецтва — портрет моєї юної дочки, яка є метафорою універсальної дитини у жанровій сценці». Гекас зізнається, що не має спеціальної освіти у галузі образотворчого мистецтва, але завжди цікавився шедеврами живопису. Їхні кольорові гами, світло, атмосфера й емоції, що передаються ними, за його словами, «викликали в ньому побожний трепет».
Фотограф зазначає, що при погляді на твори старого майстра помітно, як правило, що він працював з одним джерелом світла, яким зазвичай є сонце. Саме освітлення надає цим картинам унікальності. Гекас визнає, що спробував відтворити це світло у своїх роботах, але з використанням сучасних методів висвітлення. На здійснення одного проєкту, що складається з низки фотографій, у фотографа займає близько місяця роботи. Гекас розробляє композицію майбутньої фотографії в записнику, планує палітру кольорів за допомогою ретельного підбору костюмів, фону та реквізиту, а найголовніше, освітлює сцену в стилі старого живопису. Фотограф робить ескізи у форматі А4, а потім при фотографуванні намагається імітувати природне світло під час роботи зі штучним освітленням. Яскраве джерело світла розташовується впритул до моделі та йде з одного напрямку. Перед зніманням Гекас показує доньці старовинну картину та просить її орієнтуватися на настрій зображеного на портреті персонажа. Саме знімання відбувається протягом можливо короткого часу, оскільки маленька донька втрачає концентрацію через 15 хвилин після початку сеансу. В результаті робота над однією фотографією зазвичай займає кілька днів (а іноді навіть тиждень), включно з задумом і підготовкою до її створення. Гекас бачить серйозну різницю між живописом і фотографією: «у живописі художник може створити образ з власної уяви, тоді як у фотографії він має бути взятий з натури, і це доволі складна проблема». Гекас не намагається (за рідкісними винятками) відтворити конкретну картину за допомогою фотографії. Йому подобається поєднувати різні стилі та сюжети. Так, композицію «Їдці картоплі» Вінсента ван Гога він поєднав з освітленням у стилі Яна Вермера Делфтського. У своєму інтерв'ю він зізнавався, що його метою є створення витворів, де глядачеві потрібен час, щоб зрозуміти, що це фотографії, а не картини.
Найскладнішим у фотомистецтві Гекас вважає знаходження правильного балансу та гармонії світла, кольору, текстури та настрою в одному знімку. Це вимагає, на його думку, попередньої візуалізації й імпровізації. Так, на одній фотографії спальню п'ятирічної дівчинки у сучасному будинку він перетворив на голландський інтер'єр XVIII століття. Прибрати плюшевих ведмедів і ляльок не було складно, завдання полягало у створенні ілюзії французького вікна там, де його насправді не було (на картинах Вермера світло завжди спрямоване ліворуч, а вікно в спальні знаходилося праворуч). Гекас створив ілюзію присутності вікна завдяки старому пристрою для освітлення фотографій, але не менших зусиль вартувало і змусити дівчинку дивитися у вікно, що не існує.
Донька фотографа Афіна є єдиною постійною фотомоделлю Гекаса (перші її постановочні фото він робив, коли їй було три роки). Афіна добре відповідає ренесансному типу краси, що надає додаткової правдивості знімкам. Гекас розповідає у своїх інтерв'ю, що донька любить фотосесії, їй подобається одягатися у химерні костюми та грати різні ролі, немов акторці (серед таких ролей — ролі селянок і придворних дам, купецьких доньок та середньовічних простачок). Дружина фотографа Ніколета допомагає йому з костюмами, зачісками та постановкою світла. Більшість реквізитів, які він використовує, придбані в магазинах секонд-хенду або знайдені у підвалах будинків родичів, а іноді куплені на eBay. Костюми в більшості випадків не є старовинними, вигляд більш ранніх епох їм надають додані обрізки сучасних тканин, мережив та старого одягу. У процесі знімання фоном йде музика, а перерви використовуються для дружнього сімейного спілкування.
Джерелом свого натхнення Білл вважає твори старих майстрів живопису, а також тематичні інтернет-сайти, на яких публікуються високоякісні роботи на близьку йому тематику. Фотомистецтво, на думку Гекаса, дозволило йому висловити те, що він був би не в змозі зробити за допомогою пензля, олійної фарби та полотна.
Улюбленим проєктом доньки Гекаса Афіни є цикл «Яйця», у якому дівчинка фотографувалася з живою куркою та знесеними нею яйцями, цей образ сам Гекас оцінив як перехід до більшого реалізму, ніж це було характерно для його попередніх фотографій. У майбутньому він планує знімати масштабніші сцени на відкритому повітрі, зберігши вірність творчості старих майстрів.

## Нагороди
У 2014 році отримав золоту медаль у номінації «Діти» на престижному міжнародному фотоконкурсі «Px3» у Парижі за фотографію «Пральня». У 2016 році він знову отримав на цьому конкурсі золоту медаль у тій же номінації за фотографію «Sanday».